# Dads
Dads ist eine US-amerikanische Sitcom von Alec Sulkin und Wellesley Wild. Sie besteht aus einer Staffel und 19 Episoden und wurde vom 17. September 2013 bis zum 11. Februar 2014 auf Fox ausgestrahlt. Ausführender Produzent war Seth MacFarlane, der auf dem gleichen Sender für die Serie Family Guy verantwortlich ist. Die Serie wird in Deutschland seit dem 29. Juni 2015 bei ProSieben ausgestrahlt.

## Handlung
Warner und Eli sind zwei erfolgreiche Entwickler von Videospielen. Während Warner verheiratet ist, genießt Eli sein Leben als Single. Doch plötzlich müssen sich beide umstellen, da ihre Väter jeweils bei ihnen einziehen.

## Produktion
Die Entwicklung der Serie wurde im September 2012 von Fox angekündigt. Im Januar 2013 wurden direkt sechs Folgen bestellt, ohne dass schon eine Pilotfolge produziert war. Der Pilot, in dem Mark Cendrowski Regie führte, wurde von Alec Sulkin und Wellesley Wild geschrieben, die neben Seth MacFarlane auch ausführende Produzenten sind. Am 8. Mai 2013 wurde die Bestellung auf 13 Folgen mehr als verdoppelt. Im Oktober 2013 wurde die Bestellung schließlich auf eine ganze Staffel von 22 Folgen ausgeweitet, am 6. Dezember jedoch auf 19 Folgen reduziert. Von diesen 19 Episoden wurden allerdings nur 18 ausgestrahlt. Die 19. Episode, Jerk in a Box, war nur auf Hulu und der Website des Senders Fox zu sehen.

## Besetzung und Synchronisation
Die deutsche Synchronisation entstand nach einem Dialogbuch und unter der Dialogregie von Manuel Straube im Auftrag der Arena Synchron in Berlin.
| Rolle               | Schauspieler     | Beschreibung                   | Synchronsprecher     |
| ------------------- | ---------------- | ------------------------------ | -------------------- |
| Eli Sachs           | Seth Green       | Warners Geschäftspartner       | Marius Clarén        |
| Warner Whittemore   | Giovanni Ribisi  | Elis Geschäftspartner          | Gerrit Schmidt-Foß   |
| Veronica            | Brenda Song      | Assistentin von Eli und Warner | Gabrielle Pietermann |
| Edna                | Tonita Castro    | Haushälterin von Eli           | Iris Artajo          |
| Camilla Whittemore  | Vanessa Minnillo | Warners Frau                   | Maria Koschny        |
| David Sachs         | Peter Riegert    | Elis Vater                     | Lutz Mackensy        |
| Crawford Whittemore | Martin Mull      | Warners Vater                  | Eberhard Haar        |

## Episodenliste
| Nr. | Deutscher Titel                 | Originaltitel                   | Erstausstrahlung USA | Deutschsprachige Erstausstrahlung (D) | Regie           | Drehbuch                     | Zuschauer (USA) |
| --- | ------------------------------- | ------------------------------- | -------------------- | ------------------------------------- | --------------- | ---------------------------- | --------------- |
| 1   | Väter                           | Pilot                           | 17. Sep. 2013        | 29. Juni 2015                         | Mark Cendrowski | Alec Sulkin & Wellesley Wild | 5,76 Mio.       |
| 2   | Der Brownie                     | Heckuva Job, Brownie            | 24. Sep. 2013        | 29. Juni 2015                         | Ted Wass        | Julius Sharpe                | 3,65 Mio.       |
| 3   | Tauziehen um Edna               | Clean on Me                     | 1. Okt. 2013         | 6. Juli 2015                          | Ted Wass        | Julie Thacker-Scully         | 3,40 Mio.       |
| 4   | Die Sexbremse                   | Funny Girl                      | 8. Okt. 2013         | 6. Juli 2015                          | Mark Cendrowski | John Viener                  | 3,10 Mio.       |
| 5   | Der Gesundheitscheck            | Oldfinger                       | 15. Okt. 2013        | 13. Juli 2015                         | Gerry Cohen     | Tom Gammill & Max Pross      | 3,42 Mio.       |
| 6   | Das Dad-Duell                   | My Dad's Hotter Than Your Dad   | 22. Okt. 2013        | 13. Juli 2015                         | Bob Koherr      | Tom Gammill & Max Pross      | 3,59 Mio.       |
| 7   | Theater um Camilla              | Foul Play                       | 5. Nov. 2013         | 20. Juli 2015                         | Mark Cendrowski | Julius Sharpe                | 3,65 Mio.       |
| 8   | Das Dream-Team                  | Doubles Trouble                 | 12. Nov. 2013        | 20. Juli 2015                         | Gerry Cohen     | John Viener                  | 3,19 Mio.       |
| 9   | Der Comic-Coup                  | Comic Book Issues               | 19. Nov. 2013        | 27. Juli 2015                         | Scott Ellis     | David A. Goodman             | 3,21 Mio.       |
| 10  | Nicht ohne meinen Vater         | Dad Abuse                       | 26. Nov. 2013        | 27. Juli 2015                         | Mark Cendrowski | Julie Thacker-Scully         | 3,18 Mio.       |
| 11  | Die Weihnachtskatastrophe       | The Glitch That Stole Christmas | 3. Dez. 2013         | 3. Aug. 2015                          | David Trainer   | Maggie Mull                  | 3,35 Mio.       |
| 12  | Mister Edna                     | Mister Edna                     | 7. Jan. 2014         | 3. Aug. 2015                          | Mark Cendrowski | Julius Sharpe                | 3,64 Mio.       |
| 13  | Der Pflegefall                  | Eli Nightingale                 | 14. Jan. 2014        | 3. Aug. 2015                          | Kelly Cronin    | John Viener                  | 3,20 Mio.       |
| 14  | Der Rowdy                       | Bully Gene                      | 21. Jan. 2014        | 10. Aug. 2015                         | Gerry Cohen     | Julius Sharpe                | 3,88 Mio.       |
| 15  | Samenbesuch                     | Baby Face                       | 28. Jan. 2014        | 10. Aug. 2015                         | Gerry Cohen     | Julius Sharpe                | 3,96 Mio.       |
| 16  | Poker mit der Mafia             | Warner’s Got It Made            | 4. Feb. 2014         | 10. Aug. 2015                         | Gerry Cohen     | John Viener                  | 3,73 Mio.       |
| 17  | Wohl bekomms!                   | Enemies of Bill                 | 11. Feb. 2014        | 17. Aug. 2015                         | Mark Cendrowski | Julius Sharpe                | 2,70 Mio.       |
| 18  | Ein Herz und eine Attacke       | Have a Heart… Attack!           | 11. Feb. 2014        | 17. Aug. 2015                         | Kelly Cronin    | John Viener                  | 2,49 Mio.       |
| 19  | Eine Hochzeit und ein Todesfall | Jerk in a Box                   | 16. Jul. 2014 (Hulu) | 17. Aug. 2015                         | David Trainer   | Julius Sharpe                | —               |

## Rezeption
Dads erhielt überwiegend negative Kritiken, auf Rotten Tomatoes erreichte sie einen Score von 0 Prozent. Zusammenfassend sei Dads fast ein totales Desaster mit rassistischen Witzen, vorhersehbarer Handlung und unsympathischen Charakteren (englisch: „A near-total disaster, Dads makes the fatal mistake of believing its racist gags can lend an edge to its aggressively predictable writing and unlikable characters.“). Tim Goodman schrieb, dass mit Dads die schlechteste Sitcom von Fox direkt vor der besten, Brooklyn Nine-Nine, ausgestrahlt wird.